# José J. Veiga
José Jacinto Pereira Veiga, conocido como José J. Veiga (Corumbá de Goiás, 2 de febrero de 1915 - Río de Janeiro, 19 de septiembre de 1999), fue un escritor y periodista brasileño, considerado uno de los mayores autores en portugués del realismo fantástico.

## Biografía
A los 20 años, se radicó en Río de Janeiro donde, luego de realizar otros trabajos, se desempeñó como locutor de la hoy desaparecida Radio Guanabara. En 1941 se doctoró en Derecho. Desde 1945 hasta 1949 residió en Londres, como comentarista y traductor de programas para las emisiones en portugués de la BBC. A su regreso a Brasil, trabajó como periodista en los diarios cariocas O Globo y Tribuna da Imprensa. Fue también traductor y redactor de Reader's Digest y coordinó el Departamento Editorial de la Fundación Getúlio Vargas.
Afirmaba haber escogido su nombre literario gracias a la ayuda de João Guimarães Rosa quien se lo sugirió con argumentos estilísticos y numerológicos, poco antes de la publicación en 1959 de Os cavalinhos de Platiplanto, su primer libro editado. Gracias a dicho libro ese mismo año ganó el premio «Fábio Prado».
Sus obras han sido publicadas en Estados Unidos, Reino Unido, México, España, Dinamarca, Suecia, Noruega y Portugal. Ganó el premio Jabuti de Literatura en 1981, 1983 y 1993. En 1997 ganó el premio Machado de Assis, otorgado por la Academia Brasileña de Letras, por el conjunto de su obra.
Falleció en 1999, víctima de cáncer de páncreas y de complicaciones provocadas por una anemia. 

## Obras
- Os Cavalinhos de Platiplanto (1959)
- A hora dos Ruminantes (1966)
- A Máquina Extraviada (1967)
- Sombras de Reis Barbudos (1972)
- Os Pecados da Tribo (1976)
- O Professor Burim e as Quatro Calamidades (1978)
- De Jogos e Festas (1980)
- Aquele Mundo de Vasabarros (1982)
- Torvelinho Dia e Noite (1985)
- A Casca da Serpente (1989)
- Os melhores contos de J. J. Veiga (1989)
- O Risonho Cavalo do Príncipe (1993)
- O Relógio Belizário (1995)
- Tajá e Sua Gente (1997)
- Objetos Turbulentos (1997)